# Лубош Бартон
Лубош Бартон (чеш. Luboš Bartoň; Чешка Липа, 7. април 1980) бивши је чешки кошаркаш. Играо је на позицији крила.

## Успеси

### Клупски
- Хувентуд:
  - УЛЕБ куп (1): 2007/08.
  - ФИБА Еврокуп (1): 2005/06.
  - Куп Шпаније (1): 2008.

- Барселона:
  - Евролига (1): 2009/10.
  - Првенство Шпаније (1): 2008/09.
  - Суперкуп Шпаније (1): 2009.

- Нимбурк:
  - Првенство Чешке (1): 2014/15.